# Gabriel de Chamberet
Charles-Gabriel-Hypolite Tyrbas de Chamberet, né le 27 septembre 1816 à Besançon et mort le 20 octobre 1880 à Versailles, est un officier général français.

## Biographie
Né le 27 septembre 1816 à Besançon (4e section), Charles-Gabriel-Hypolite Tyrbas de Chamberet est le troisième fils de Marie-Charlotte de Montrichard, et d'Anne-Jean-Joseph-Tyrbas de Chamberet (1768-1844). Ce dernier, ancien capitaine au corps du génie, est le fils d'un ancien consul de Limoges et le frère aîné du médecin militaire Jean-Baptiste Joseph Tyrbas de Chamberet.
Le 12 novembre 1834, Gabriel de Chamberet entre à l’École polytechnique. Il en sort sous-lieutenant, au 52e de ligne en 1837, avant d'entrer à l’École d'état-major l'année suivante. Promu lieutenant d'état-major le 5 janvier 1840 puis capitaine en juillet 1843, il est nommé aide de camp du maréchal de camp Moline de Saint-Yon.
Le 10 octobre 1844, le capitaine de Chamberet épouse Élisa-Geneviève Prevost. Il a pour témoins son oncle Jean-Baptiste Joseph Tyrbas de Chamberet, médecin principal de l'armée en retraite, ainsi que le maréchal de camp Moline de Saint-Yon.
Le 22 avril 1847, à l'issue de plusieurs missions en Algérie, le capitaine de Chamberet est nommé chevalier de la Légion d'honneur, ordre dans lequel il sera promu officier (12 juin 1856) puis commandeur (24 décembre 1869).
En janvier 1848, il devient l'aide de camp du maréchal Dode de la Brunerie. Après la mort de ce dernier, en 1850, Chamberet occupe la même fonction auprès du général Exelmans, Grand chancelier de la Légion d'honneur.
Promu chef d'escadron le 3 septembre 1852, il est nommé aide de camp du maréchal d'Ornano, gouverneur des Invalides, puis, en mars 1854, du maréchal Vaillant, ministre de la Guerre.
Entre 1855 et 1877, Gabriel de Chamberet est conseiller général du Jura, élu dans le canton de Nozeroy.
Nommé lieutenant-colonel le 14 mars 1859, il prend part à la campagne d'Italie. Son cheval est blessé sur le champ de bataille de Solférino, le 24 juin 1859. En janvier 1860, il devient le dernier aide de camp de Jérôme Bonaparte.
Au début des années 1860, le lieutenant-colonel de Chamberet est le chef d'état-major de divisions actives d'infanterie et de cavalerie à Lyon, Paris et Lunéville. Nommé colonel le 8 mars 1865, il passe sur sa demande dans la gendarmerie. Il est aussitôt nommé chef de la 22e légion, à Nancy,.
Au début de la Guerre de 1870, il commande provisoirement la subdivision de la Marne. Pendant le siège de Paris, il prend le commandement d'une brigade à Montrouge. Le 8 décembre, il est promu au grade de général de brigade.
Après l'armistice, le général de Chamberet commande successivement le 7e secteur de Paris, puis la subdivision d'Eure-et-Loir et celle de la Côte-d'Or.
Inspecteur général de la gendarmerie de 1872 à 1878, il est placé dans le cadre de réserve, par limite d'âge, le 11 novembre 1878. Il est ensuite mis en retraite par un décret du 7 janvier 1879. Malade, il meurt le 20 octobre 1880 à son domicile du no 6 de la place Hoche, à Versailles.
Commandeur de la Légion d'honneur, il était aussi officier de l'ordre des Saints-Maurice-et-Lazare et décoré de plusieurs autres ordres. Il était membre de la Société d'émulation du Jura depuis 1863. Auteur de plusieurs ouvrages, il a également rédigé des articles pour plusieurs revues, telles que Le Spectateur militaire, le Moniteur de l'armée, La Revue contemporaine et la Revue européenne.

#### Notice biographique
- Théophile Lamathière, Panthéon de la Légion d'honneur, t. II, Paris, Dentu, s.d., p. 319 (consultable en ligne sur Gallica).

#### Ouvrages de G. de Chamberet
- Manuel du légionnaire, Paris, J. Dumaine, 1852, 264 p.
- De l'Institution et de l'hôtel des Invalides, leur origine, leur histoire : description du tombeau de l'empereur et de l'intérieur de l'hôtel des Invalides, Paris, Hannequin, 1854, 184 p. (consultable en ligne sur Gallica).
- Précis historique sur la gendarmerie depuis les premiers temps de la monarchie jusqu'à nos jours, Paris, J. Dumaine, 1861, 200 p.